# Караимович, Ильяш
Илья́ш Караи́мович (Армя́нчик) (укр. Ілляш Караїмович; ? — † 4 мая 1648) — переяславский полковник Войска Запорожского и наказной гетман.

## Происхождение
Согласно современной караимской традиции,  введённой С. М. Шапшалом, был караимом из рода князей Узунов, не поладившим со своими родственниками и бежавшим в Малороссию, где примкнул к казакам. По мнению историка Тараса Ковальца, мог вести свой род от семей караимов из городов Поднепровья и Подолья. Согласно другим документам, по-видимому, был армянином или крещёным  евреем.

## Биография
Биографические сведения крайне скудны. Весной 1637 года с началом Восстания Острянина перешёл на сторону поляков и возглавил полк из 200 реестровых казаков в Белой Церкви. Должность он получил от Речи Посполитой. После подавления[кого?][чего?] на казачьей раде под Боровицей 24 декабря был назначен поляками старшим реестра. 5 мая 1638 года под Голтвой состоялось сражение, в котором отряды Якова Острянина, борясь против поляков, одержали верх. Особенно значительные потери понесли реестровые казаки, был ранен и сам Караимович.
Вадовский, Барабаш и Караимович были заколоты пиками в один день 4 мая 1648 года сторонниками Богдана Хмельницкого возле крепости Каменный Затон.